# Distretto rurale di Farnborough

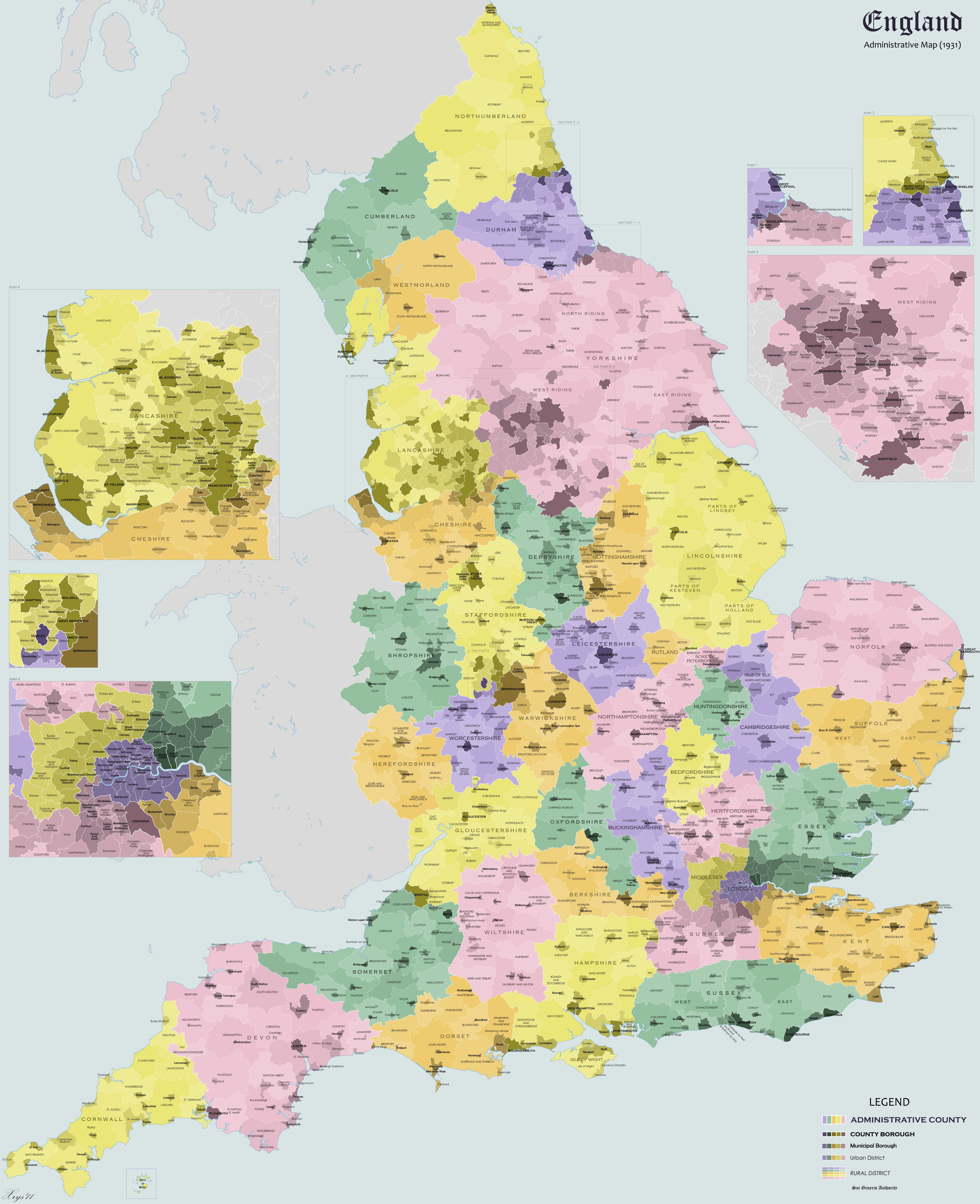
Mappa amministrativa dell'Inghilterra del 1931

Il distretto rurale di Farnborough era un distretto rurale situato nel Warwickshire, in Inghilterra, dal 1894 al 1932.
Era formato da una parte del distretto sanitario rurale di Banbury che si trovava nel Warwickshire (il resto, inclusa parte della parrocchia di Mollington storicamente nel Warwickshire, diventando il distretto rurale di Banbury nell'Oxfordshire, o il distretto rurale di Middleton Cheney nel Northamptonshire).
Conteneva le parrocchie di Avon Dassett, Farnborough, Radway, Ratley e Upton, Shotteswell e Warmington.
Fu abolito sotto un ordine di revisione della contea nel 1932, diventando parte del distretto rurale di Southam.